# Xã Malcolm, Quận McLean, Bắc Dakota
Xã Malcolm (tiếng Anh: Malcolm Township) là một xã thuộc quận McLean, tiểu bang Bắc Dakota, Hoa Kỳ. Năm 2010, dân số của xã này là 78 người.